# Лист дев'яноста дев'яти
Лист дев'яноста дев'яти — колективний відкритий лист, підписаний низкою відомих радянських математиків на захист свого колеги Олександра Єсеніна-Вольпіна, примусово поміщеного до психіатричної лікарні у зв'язку з його дисидентською діяльністю. Лист став важливою подією як в історії радянської математики, так і правозахисного руху.

## Передумови
Олександр Єсенін-Вольпін був активним дисидентом. З 1949 року його неодноразово заарештовували органи держбезпеки та проти його волі поміщали до психіатричних лікувальних установ. 5 грудня 1965 в День Конституції Олександр Сергійович організував мітинг на Пушкінській площі в Москві з вимогою публічного та відкритого суду над письменниками Андрієм Синявським та Юлієм Даніелем, заарештованими за публікацію їхніх книг закордоном. Він постійно перебував під наглядом КДБ. КДБ спеціально наполягав на недопущенні участі Єсеніна-Вольпіна в Міжнародному математичному конгресі, проходив у Москві 16 серпня 1966, побоюючись передачі з його боку неприємної для влади інформації іноземним учасникам конгресу.

## Примусова госпіталізація
14 лютого 1968 Олександр Єсенін-Вольпін «за розпорядженням головного психіатра м. Москви» був примусово госпіталізований. В Хроніці поточних подій зазначалося, що госпіталізація була незаконною, оскільки такий вид медичної допомоги міг призначатися лише судом. Крім того, була порушена інструкція «Про невідкладну госпіталізацію психічно хворих, що представляють суспільну небезпеку», оскільки згідно з нею рідні госпіталізованого повинні були бути сповіщені, а після прибуття в лікарню протягом 24 годин спрямованого повинна оглянути комісія з трьох осіб. Ні того, ні іншого зроблено не було.
Професор Дмитро Фукс вважає, що ізоляція Єсеніна-Вольпіна була приурочена наближенню 15-ї річниці смерті Сталіна (5 березня). Професор Юлій Ільяшенко пише, що госпіталізація була відповіддю на вимогу Єсеніна-Вольпіна допустити його на судовий процес над Даніелем та Синявським.

## Публічний протест
Міністру охорони здоров'я СРСР, 
Генеральному Прокурору СРСР 
Копія: Головному психіатра р Москви 
Нам стало відомо, що великий радянський математик, відомий фахівець у галузі математичної логіки Олександр Сергійович Єсенін-Вольпін був насильно, без попереднього медичного обстеження, без відома та згоди рідних, поміщений в психіатричну лікарню № 5 (станція Столбова, 70 кілометрів від Москви). 
Примусове поміщення до лікарні для важких психічних хворих талановитого та цілком працездатного математика, умови, в які він по самому характеру цієї лікарні потрапив, важко травмують його психіку, шкодять здоров'ю та принижують людську гідність. 
Виходячи з гуманних цілей нашого законодавства, і тим більше охорони здоров'я, ми вважаємо цей факт грубим порушенням медичних та правових норм. 
Ми просимо терміново втрутитися і вжити заходів для того, щоб наш колега міг працювати в нормальних умовах.
Друзі та колеги Єсеніна-Вольпіна до 9 березня зібрали підписи під відкритим листом протесту до влади, яке стало відоме як «Лист дев'яноста дев'яти». Насправді під листом було зібрано близько 130 підписів, але відправлений був варіант з 99-ма.
За спогадами Юлія Ілляшенко, серед організаторів цього листа були Олександр Кронрод та Євген Ландіс, а першими його підписали Ізраїль Гельфанд та Ігор Шафаревич. Дружина дисидента Григорій Под'япольський Марія вказує в своїх мемуарах, що «думка про написання такого відкритого листа належить Ірині Крісті, літературно лист оформив Юрій Айхенвальд. Ірина Крісті та Аківа Яглом були найактивнішими збирачами підписів»
Лист було направлено міністру охорони здоров'я СРСР, генеральному прокурору СРСР, копія — головному психіатру Москви. Воно також було опубліковано на Заході (зокрема, «Нью-Йорк Таймс» та транслювалося радіостанцією «Голос Америки»).
Звернення, зокрема, підписали: академік Петро Новіков (Єсенін-Вольпін був його аспірантом), члени-кореспонденти АН СРСР Ізраїль Гельфанд, Лазар Люстерник, Андрій Марков, Дмитро Меньшов, Сергій Новіков, Ігор Шафаревич, 31 доктор фізико-математичних наук та інші.
Уже після збору підписів, у листі була зроблена приписка: «Відповідь просимо надсилати за адресою: Москва-234, Ленінські Гори, Московський державний університет імені Ломоносова, механіко-математичний факультет, на ім'я будь-якого з числа підписавших цей лист». Сергій Новіков вважає, що ця приписка підставляла під удар влади мехмат МДУ, виводячи з-під нього академічні інститути.
Не підписали колективний лист, але направили аналогічні листи від власного імені провідні радянські математики академіки Андрій Колмогоров та Павло Александров.
24 березня заяву з протестом проти дій влади оприлюднили мати і дружина Єсеніна-Вольпіна. При цьому вони відзначили, що після публікації «Листу 99» та інших протестних листів 16 березня Вольпін був переведений у більш спокійне 32-е відділення лікарні імені Кащенко при Інституті психіатрії АМН СРСР.
12 травня Єсенін-Вольпін був виписаний з психіатричної лікарні після трьох місяців примусового лікування.
У Росії лист було вперше опубліковано (з низкою неточностей і 96 підписами) у книзі «А. С. Єсенін-Вольпін. Філософія. Логіка. Поезія. Захист прав людини: Вибране» 1999 року.

## Наслідки
Лист став великою віхою у взаєминах радянської влади з математичною громадськістю. Багато з підписантів листа були піддані репресіям. Так, академік Петро Новіков був звільнений з посади завідувача кафедрою в Московському державному педагогічному інституті. Була розігнана лабораторія Олександра Кронрода в Інституті теоретичної та експериментальної фізики. Втратили роботу доктор фізико-математичних наук лауреат Сталінської премії Наум Мейман, доктор фізико-математичних наук Ісаак Яглом, викладач математики на філологічному факультеті Московського університету Юрій Шіхановіч та багато інших.
Наслідком листи стала зміна керівництва в радянській математичній науці та освіті, в першу чергу в МДУ. Володимир Арнольд назвав підписання листа подією, що «перевернула математичну ієрархію в Росії». Цю, та інші події, що мали місце бути, Ільяшенко називає «чорним 20-річчям мехмату МДУ».
Олександр Даніель та Віктор Фінн вважають, що насильницька госпіталізація Єсеніна-Вольпіна та боротьба за його звільнення «стали помітним епізодом у процесі становлення правозахисного руху в СРСР».

## Думки та оцінки
Згодом акція отримала неоднозначні оцінки як від учасників подій, так і від дослідників. Так, професор Юлій Ільяшенко писав, що, коли лист принесли на підпис академіку Петру Капиці, він запитав: «Ви що хочете? Влаштувати шум чи звільнити Єсеніна-Вольпіна? Якщо звільнити, то я його вам звільню. Якщо влаштувати шум, то я не з вами» — і лист не підписав. Аналогічні слова приписуються Володимиру Успенському.
Сергій Новіков стверджує в спогадах, що лист було провокацією КДБ, що стало зрозуміло лише через роки. На думку Новікова, виконавцем цієї провокації була подруга Єсеніна-Вольпіна Ірина Крісті, хоча він не виключає, що її могли використовувати таким чином, що вона сама цього не знала.